# カラチェフ

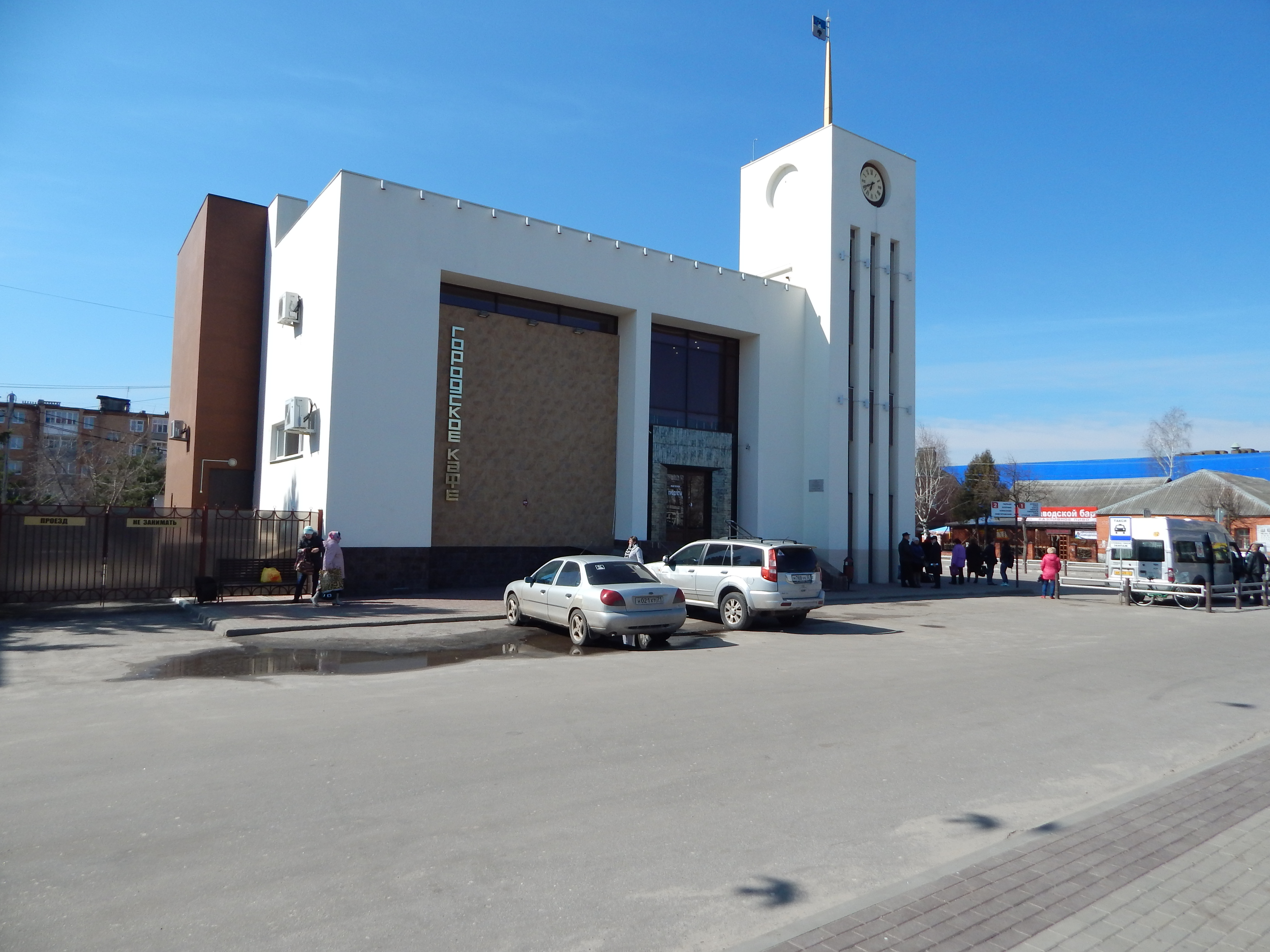

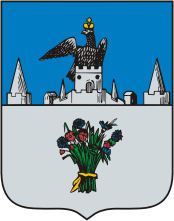
市章

カラチェフ（ロシア語：Кара́чев）は、ロシア連邦ブリャンスク州の町。人口は1万7449人（2021年）。
1146年からその存在が知られる古都である。中世、上オカ公国群のうちの一つの都としてペレムィシュリ（通称ペレムィシュリ・ナ・オケ）へ遷都するまで栄えた。古い建築物は第二次世界大戦で深刻な被害を受けた。
ロシア国防省ロケット・砲兵総局の第67兵器廠が存在している。この弾薬保管庫は、2022年ロシアのウクライナ侵攻の際にはウクライナ側の攻撃目標とされた。2024年10月にはドローンによる攻撃が、11月からは短距離地対地ミサイル（MGM-140 ATACMS）による攻撃が行われた。同月19日には地元住民が、大きな火の手が上がる映像を撮影している。